# 100 Grand Bar
100 Grand (также известный как $100,000 Candy Bar; с 1970-х по середину 1980-х годов — $100,000 Bar) — шоколадный батончик, производимый компанией Ferrero. 

## Описание
Батончик 100 Grand Bar был создан в 1964 году компанией Nestlé. Он весит 1,5 унции (43 г) и включает в себя шоколад, карамель и хрустящий рис. Батончик содержит 201 калорию; в нём мало холестерина и натрия, но много насыщенных жиров и сахара. Первый слоган: «Вкус настолько хорош, что почти незаконен!» (англ. «Tastes so good it's almost illegal!»), нынешний: «Это богато!» (англ. «That's Rich!»). С января 2018 года батончик 100 Grand Bar производится компанией Ferrero.

## Использование в юморе
В середине 1990-х годов Опи и Энтони (англ. Opie and Anthony), диджеи на бостонской радиостанции WAAF-FM, в течение нескольких недель рекламировали розыгрыш «100 Grand», прежде чем окончательно раскрыть возможному победителю, что призом был батончик «100 Grand», а не 100000 долларов.
В эпизоде сериала «Сайнфелд» (англ. Seinfeld) «Дилерство» (англ. The Dealership) Джордж жалуется менеджеру на то, что механик украл его Twix, о чём свидетельствуют крошки печенья на его лице. Менеджер спрашивает, мог ли это быть батончик за 100000 долларов, на что Джордж отвечает «нет», потому что это только рис и карамель. После этого разговора другой сотрудник дилерского центра вмешивается, чтобы сообщить Джорджу, что название батончика стоимостью 100000 долларов было изменено на 100 Grand.
В мае 2005 года женщина из Кентукки подала в суд на другую радиостанцию, WLTO-FM в Лексингтоне, за аналогичную шутку, в которой диджей DJ Slick отдал один из батончиков, что привело (как утверждает женщина) слушателей к мысли, что диджей раздаёт 100000 долларов.
Комики использовали название батончика 100 Grand аналогичным образом. В эпизоде «Бизнес-школа» (англ. Business School) сериала «Офис» (англ. The Office) Майкл Скотт пытается употребить батончик в качестве мотивационного инструмента. Он говорит: «И если вы продадите их достаточно, вы заработаете «сто тысяч»!» (англ. And if you sell enough of them, you will make a 'one hundred grand'!) и показывает батончик 100 Grand Bar. Когда он бросает батончик в ошеломлённую публику, люди расходятся, и только один из студентов получает батончиком по голове. В сатирической программе «Отчёт Кольбера» (англ. The Colbert Report) изображение батончика «100 Grand» являлось частью введения к повторяющемуся сегменту под названием Colbert Platinum, представленному как ироничная новость и совет для очень богатых. 24 марта 2011 года Колберт взял интервью у старшего научного сотрудника по глобальному здравоохранению в Совете по международным отношениям Лори Гарретт о росте цен на продукты питания и пошутил: «Шоколадные батончики подорожали, я видел один, который стоил 100 тысяч!» (англ. Candy bars have gone up, I saw one that cost 100 Grand!).